# Унковский, Иван Семёнович
Ива́н Семёнович У́нковский (29 марта [10 апреля] 1822, с. Колышево, Калужская губерния — 11 [23] августа 1886, Москва) — русский адмирал, кругосветный мореплаватель, сенатор, исследователь Японского моря и залива Петра Великого. В 1861—1877 годах — ярославский военный и гражданский губернатор.

## Биография
Родился в селе Колышеве недалеко от посёлка Воротынск Перемышльского уезда Калужской губернии в семье отставного капитан-лейтенанта флота. Он был третьим сыном Семёна Яковлевича Унковского, соратника и близкого друга М. П. Лазарева, с которым участвовал в четвёртом российском кругосветном плавании на шлюпе «Суворов» в 1813—1816 годах.
В 1835 году по высочайшему повелению императора Николая I И. С. Унковский был зачислен в Морской кадетский корпус, который успешно окончил в 1839 году. По окончании корпуса он был определён на службу в 8-й Балтийский флотский экипаж с присвоением звания мичмана. Кампанию 1840 года Унковский провёл в море на брандвахтенном бриге «Казарский».

### Служба на Черноморском флоте
Весной 1841 года И. С. Унковского по желанию отца перевели в списки Черноморского флота и направили для прохождения службы в город Николаев. С апреля 1842 года Унковский был назначен адъютантом к командующему флотом адмиралу М. П. Лазареву. Являясь представителем командующего, И. С. Унковский постоянно находился в плаваниях на различных кораблях. В 1843—1844 годах, находясь в качестве вахтенного командира на бриге «Персей», вначале отправился из Одессы в греческий порт Пирей с поручением командования к российскому посланнику, а затем побывал во многих портах Средиземноморья, собирая разведывательные данные о состоянии иноземных военных флотов и политической обстановке, складывавшейся на Балканах. Высокой оценкой собранных Унковским сведений стало представление его к ордену Святого Станислава 3-й степени. Весной 1845 года И. С. Унковский был произведён в лейтенанты. В том же году за отличное несение службы на пароходофрегате «Громоносец», осуществлявшем крейсерские операции и поддержку высадки десантов у восточных берегов Чёрного моря, он был представлен к ордену Святой Анны 3-й степени.
В 1846 году И. С. Унковский был назначен командиром яхты (тендера) «Орианда». По описанию В. К. Истомина, «Орианда» — одномачтовое судно, выстроенное в 1836 году под личным наблюдением М. П. Лазарева, составляла предмет особой гордости адмирала. На ней Унковский три года плавал по Бугу и в Днепровском лимане, постоянно принимая участие в морских учениях, проводимых М. П. Лазаревым.

Служба на «Ореанде» принесла И. С. Унковскому первый большой успех и общефлотскую славу благодаря победе в гонке яхт, тендеров и шхун на императорские призы. Гонка проходила летом 1848 года в Кронштадте. Перед этим «Орианда» пересекла Чёрное и Средиземное моря и через Гибралтар по Атлантике достигла Балтийского моря. В экипаж, кроме командира, входило три офицера и двадцать пять матросов. «Орианда» прибыла в Кронштадт 8 августа 1848 года после более чем трёхмесячного плавания. Вот как описывал гонку в своей книге В. К. Истомин: 
Гонка была назначена на тринадцатое августа. Погода была тихая, ветер самый умеренный. Уже в самом начале гонки ясно обозначились преимущества многих балтийских яхт перед «Ориандою», которая и по устарелой конструкции, и по невыгодности положения вскоре оказалась позади всех. На «Орианде» были приняты все меры, чтобы воспользоваться каждой случайностью, всё было рассчитано с целью облегчения успеха: матросы лежали на палубе, чтобы меньше парусило, у рулевого даже были подвязаны уши платком, чтобы ничем не отвлекаться. Гонка шла довольно медленно, как вдруг с юга стали надвигаться тучи и набежал шквал. На яхтах стали убирать паруса… Только этой случайности и ожидал Унковский. Рискуя перевернуться с яхтой, он не только не убрал парусов, под которыми шёл, но почти мгновенно, благодаря превосходной команде, прибавил столько парусов, сколько было возможно. «Орианда» понеслась как птица. Яхта за яхтою оставались позади… Ровно в семь часов вечера «Орианда» бросила якорь у маячного судна — фрегата «Паллада», оставив далеко за собою всех состязавшихся. Иван Семёнович говорил всегда, что это была лучшая минута в его жизни.
 «Орианда» удостоилась посещения императора Николая I, который поздравил И. С. Унковского и вручил ему «высочайший приз» — позолоченный серебряный ковш, украшенный драгоценными камнями с надписью «Преуспевшему в морских гонках 14 августа 1848 г.», а яхте было присвоено имя «императорская». Сам Унковский высочайшим указом был произведён в капитан-лейтенанты.
В 1849 году И. С. Унковский принял командование бригом «Эней», на котором патрулировал у абхазских берегов, а в 1850—1851 году с «особым» заданием совершал плавание в Средиземном море. В этой средиземноморской компании за отличное управление судном он заслужил похвалу императора Франца-Иосифа и одобрение сопровождавшего монарха английского адмирала.
Победив на гонках и вырвав приз у яхт новейшей конструкции, И. С. Унковский тем же путём вернулся на Чёрное море, испытав все трудности зимнего похода по Балтийскому морю и Атлантическому океану с половинным числом команды, убывшей вследствие вспыхнувшей во время стоянки яхты в Кронштадте холеры.
Осенью 1851 года И. С. Унковский был назначен флигель-адъютантом Николая I и переведён в списки Балтийского флота.

### Командир фрегата «Паллада» и «Аскольд»
В 1852 году в Японию с секретной дипломатической миссией направилась эскадра вице-адмирала Е. В. Путятина. Флагманским кораблём эскадры — фрегатом «Паллада» — командовал капитан-лейтенант Иван Унковский. Это плавание положило начало новому этапу в истории российского мореплавания в Тихом океане. Оно совпало с Восточной войной.
В то время русским морякам трудно было противостоять превосходящим силам англо-французского флота, но, как сообщал находившийся на фрегате «Паллада» И. А. Гончаров, «у нас поговаривают, что живыми не отдадутся, — и если нужно будет, то будут биться, слышишь, до последней капли крови» (книга «Фрегат „Паллада“»). В 1854 году «за отличие» Унковский произведён в чин капитана 2-го ранга, а в следующем году пожалован орденом Святой Анны 2-й степени.
В следующей Тихоокеанской экспедиции 1857—1860 годов Иван Семенович Унковский был командиром фрегата «Аскольд» уже в чине капитана 1-го ранга. По возвращении на Балтику в 1860 году И. С. Унковскому был присвоен чин контр-адмирала.

### Служба на берегу
Гражданскую службу с 1861 по 1873 годы исполнял в должности ярославского губернатора. С большой энергией преследовал взяточничество и сменил в губернии множество административных лиц. 28 октября (9 ноября) 1866 года произведен в чин вице-адмирала. Почётный опекун Московского Николаевского сиротского института (1880—1886).
Похоронен на родине, в церкви села Козлово, строительство которого было им начато незадолго до смерти.

## Семья
Жена (с 1865) — Анна Николаевна Коровкина (1848—1927), дочь отставного гвардейского офицера. После смерти мужа она переехала из Москвы в свой родной город Ярославль, где родилась, воспитывалась и вышла замуж. Состояла на должности начальницы Ярославского женского епархиального училища. Дети:
- Анна (1866?—1938) — супруга Сергея Алексеевича Хвостова.
- Варвара (1867—1894) — вторая супруга Александра Владимировича Михалкова.
- Евдокия (умерла в детстве),
- Семён (1871—1921)[5] — женат первым браком на Зое Львовне Ауэр, вторым — на Марии Львовне Ауэр, дочерях основателя русской скрипичной школы Льва Семёновича Ауэра[6].
  - Внук — Михаил Семёнович Унковский (1904—1940), сын Марии Львовны Ауэр, выпускник театральной студии имени Ермоловой (1925), с 1929 года — артист студии Хмелёва в Москве (театра-студии имени М. Н. Ермоловой), муж народной артистки РСФСР Эды Урусовой; умер в «СевВостокЛаге» на Колыме[7].
  - Внук — Миша Ауэр (Михаил Семёнович Унковский) (1905—1967), сын Зои Львовны Ауэр, известный американский киноактер.
- Екатерина (1873—1935) — супруга Сергея Дмитриевича Евреинова (1869—1932),
- Ольга — супруга Петра Ивановича Раевского.

## Память
- Именем И. С. Унковского на географической карте названы: бухта и каменная банка в Японском море[8].
- Воротынской школе № 2 присвоено имя адмирала Унковского, там же установлена мемориальная доска[9].